# Relations entre l'Azerbaïdjan et la Biélorussie

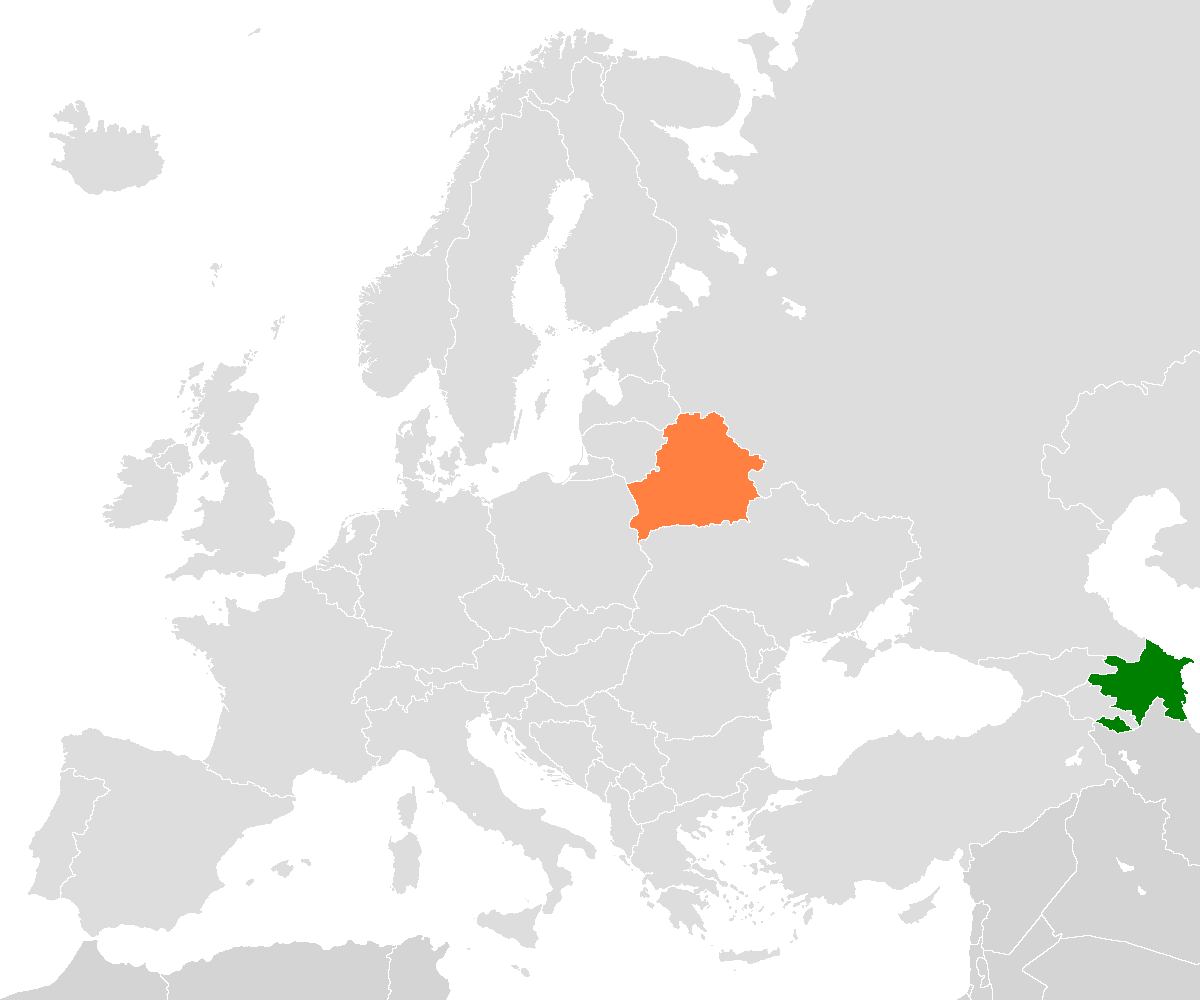

Les relations entre l'Azerbaïdjan et la Biélorussie sont à un niveau très élevé. Le président biélorusse Alexandre Loukachenko a qualifié l'Azerbaïdjan de "sauveur" de l'indépendance et de la souveraineté de la Biélorussie. Les deux pays faisaient partie de l'empire russe jusqu'en 1918 et avant 1991, ils faisaient partie de l'Union soviétique. L'Azerbaïdjan a une ambassade à Minsk et la Biélorussie a une ambassade à Bakou. Les deux pays sont membres à part entière de l'Organisation pour la sécurité et la coopération en Europe (OSCE) et de la Communauté d'États indépendants (CEI). L'Azerbaïdjan est membre à part entière du Conseil de l'Europe, la Biélorussie est candidate. L'Azerbaïdjan et la Biélorussie sont membres à part entière du Mouvement des pays non alignés. Plus de 6 000 Azerbaïdjanais vivent en Biélorussie.
Sur le plan politique, l’Azerbaïdjan dispose d’un gouvernement partiellement occidental, aligné sur la Turquie et les États-Unis (les deux derniers étant membres de l’OTAN), tandis que la Biélorussie est alliée politiquement et économiquement à la Russie.

## Relations politiques récentes

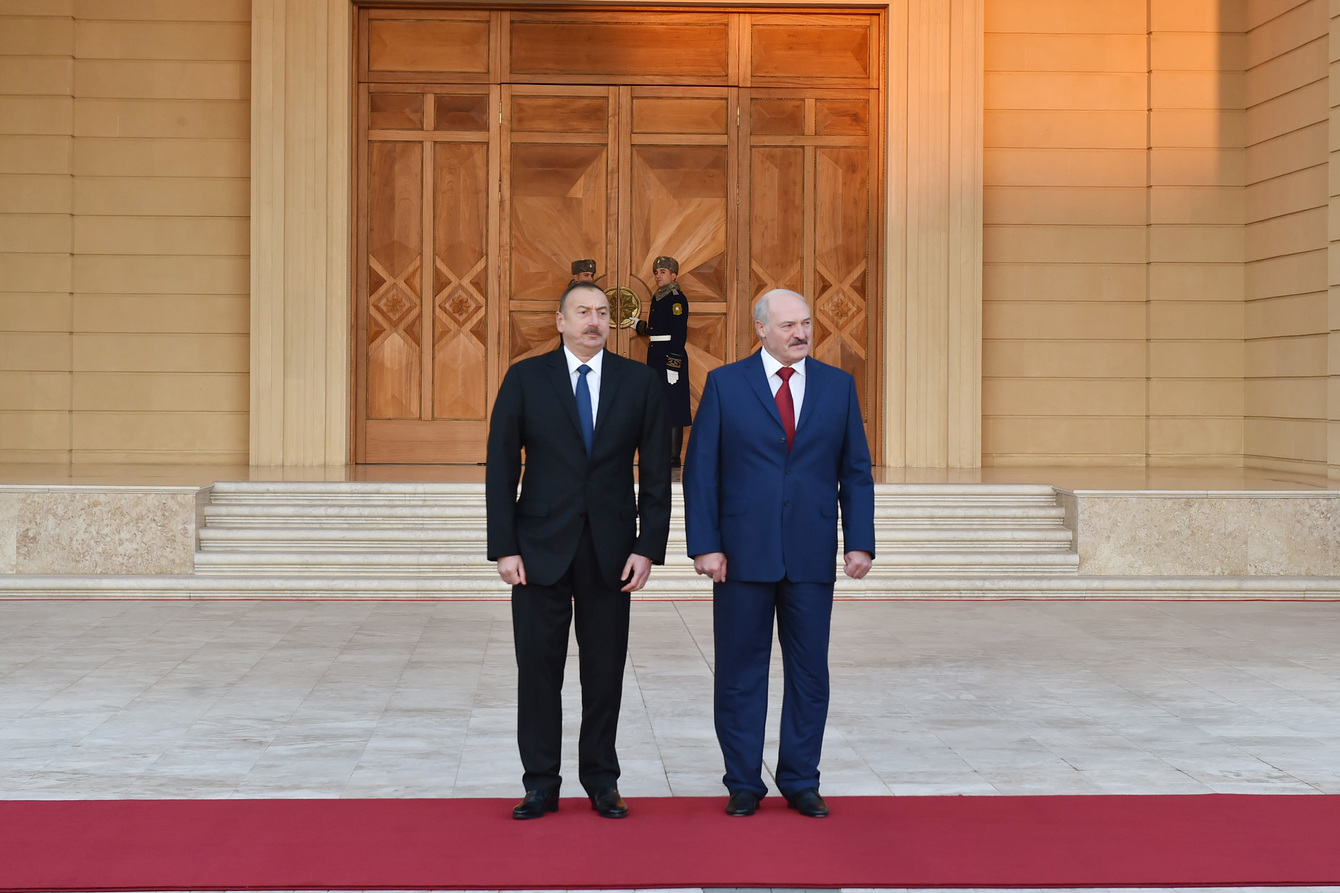
Ilham Aliyev avec Alexandre Lukashenko à Bakou

Les relations diplomatiques entre les deux républiques établies en 1993 mais deux pays ont commencé à se resserrer au cours de la dernière décennie. Le Président de l'Azerbaïdjan, Ilham Aliyev, s'est rendu en Biélorussie les 17 et 18 octobre 2006, première visite de haut niveau en Azerbaïdjan. Au cours de la visite, neuf documents bilatéraux ont été signés. Loukachenko s'est également rendu à Bakou et a rencontré le Premier ministre de l'Azerbaïdjan, Artur Rassizade. Il a rendu visite à la Fondation Heydar Aliyev et a pris part à la cérémonie d'inauguration de l'exposition nationale de Biélorussie en Azerbaïdjan.

## Relations économiques
L'accord de coopération socio-économique est le principal document définissant les perspectives des relations bilatérales entre l'Azerbaïdjan et le Belarus à compter de 2015. Entre 2008 et 2010, le commerce entre la Biélorussie et l’Azerbaïdjan est passé de 100 à 146 millions de dollars EU. Le fait que la Biélorussie bénéficie d'un excédent commercial, ce qui contribue à compenser son immense déficit commercial extérieur, est plus important que cette augmentation modérée.  Le commerce entre la Biélorussie et l'Azerbaïdjan pourrait atteindre 800 millions de dollars en 2011.
L'Azerbaïdjan aide également la Biélorussie à acquérir des sources de pétrole alternatives. Minsk a récemment commencé à importer du pétrole du Venezuela, mais les expéditions directes vers la Biélorussie sans littoral sont difficiles. Bakou a ainsi accepté d'échanger des systèmes permettant à Minsk d'accéder au pétrole azerbaïdjanais en échange de pétrole vénézuélien. À la mi-juillet, la raffinerie de Mozyr en Biélorussie devrait commencer à traiter régulièrement d'importantes quantités de pétrole en provenance d'Azerbaïdjan. Des livraisons expérimentales de pétrole azerbaïdjanais sont en cours depuis février par l’oléoduc Odessa-Brody de l’Ukraine et le tronçon Brody-Mozyr de l’oléoduc Droujba.

## Coopération militaire
L'accélération des relations entre les ministères de la Défense des deux pays est dans l'intérêt des deux parties. L'Azerbaïdjan a été décrit comme le plus gros acheteur d'armes de Biélorussie. Le 14 novembre 2008, la Biélorussie et l'Azerbaïdjan ont signé un accord de coopération militaire.

## Zone humanitaire

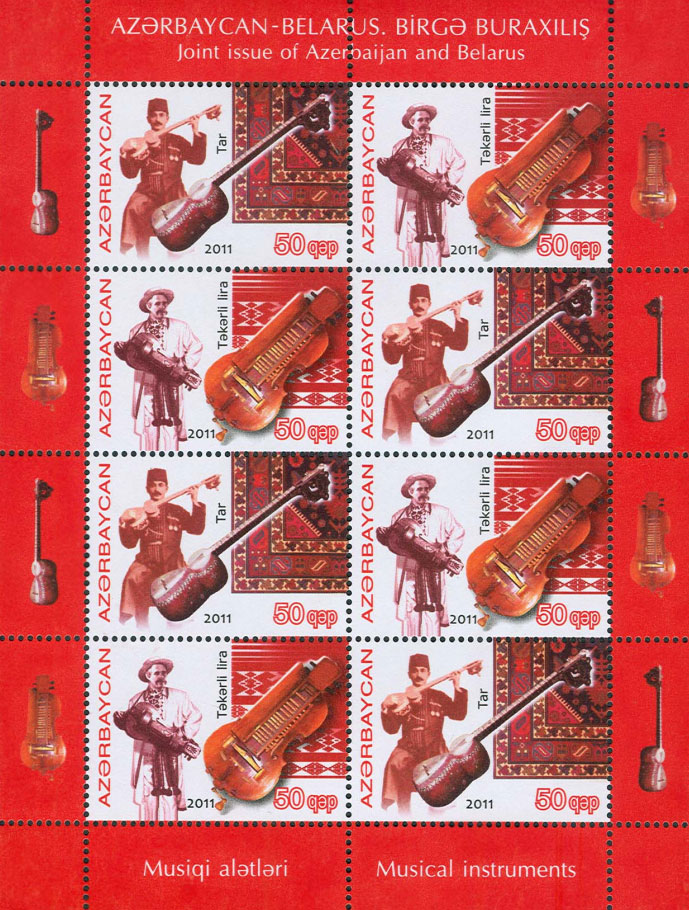
Émission commune de l'Azerbaïdjan et de la Biélorussie. Instruments de musique.

Les relations culturelles sont à un niveau stable. Les directeurs de la photographie azerbaïdjanais et biélorusse participent activement aux festivals de cinéma organisés dans les deux pays. Les 22 et 24 mai 2007, les Journées de la culture de l'Azerbaïdjan ont eu lieu à Minsk et à Bobruysk. Cependant, le niveau actuel des relations dans le tourisme et l'éducation reste aussi faible.
Les organisations de la diaspora azerbaïdjanaise restent actives. L'ambassadeur israélien en Biélorussie est Yosef Chagal, né en Azerbaïdjan. Le chanteur biélorusse d'origine azerbaïdjanaise Gunach Abbassova a été récompensé par "l'État de récompense de la République de Biélorussie". L'une des animatrices de télévision les plus connues en Biélorussie, Leila Ismailova, est également une Azerbaïdjanaise.